# Павутинник помаранчево-червоний отруйний
Павутинник помаранчево-червоний отруйний (Cortinarius orellanus Fr. = Cortinarius rutilans Quél.) — отруйний гриб з родини павутинникових — Cortinariaceae.
Шапка 3-8 см у діаметрі, тупоконусоподібна, з жовтою кортиною, згодом опуклорозпростерта, з тупим горбом у центрі, з опущеним, тріщинуватим краєм, руда, помаранчево-руда, цегляно-коричнювата, у центрі темніша, тонкоповстиста, темноволокнисто-луската. Пластинки рідкі, широкі, оранжуваті, потім червонувато-руді. Спорова маса іржаво-коричнева. Спори 8,5-11 Х 5,5-7,7 мкм, еліпсоподібні, дрібнобородавчасті. Ніжка 3-9 Х 0,4-1,5 см, часто До основи трохи звужується і переходить у коренеподібний виріст, щільна, золотисто-жовта (або вохряна), внизу руда-коричнева, гола. М'якуш у шапці червонувато-коричнюватий, у ніжці жовтий, трохи пахне редькою. Розчин соди забарвлює шкірку шапки та ніжки у чорний колір.
В Україні поширений у західному Поліссі. Росте у листяних та хвойних лісах у вересні — жовтні.
Дуже небезпечний отруйний гриб. Містить токсин ореланін. Спричиняє тяжке, іноді смертельне отруєння.